# Zbrodnie nacjonalistów ukraińskich w powiecie brodzkim
Zbrodnie nacjonalistów ukraińskich w powiecie brodzkim – zbrodnie nacjonalistów ukraińskich głównie na polskiej ludności cywilnej podczas czystki etnicznej w Małopolsce Wschodniej w powiecie brodzkim w dawnym województwie tarnopolskim w okresie II wojny światowej.
Ustalono 3 142 ofiar, szacowana łączna liczba zamordowanych obywateli polskich w powiecie brodzkim wyniosła 5 642 osób. Wypędzonych i wysiedlonych Polaków szacuje się na 9 405. Opuszczonych bądź spalonych domów 2 445.
Zbrodnie głównie były dziełem oddziałów UPA, samoobrony (SKW) i bojówek Służby Bezpieczeństwa OUN. W pacyfikacjach polskich wiosek w województwie tarnopolskim wzięły udział również pododdziały 4 pułku policji SS oraz policjantów Ukraińskiej Policji Pomocniczej.
| Zbrodnie w miejscowościach            | Ustalona liczba ofiar | Opuszczone/spalone domy |
| ------------------------------------- | --------------------- | ----------------------- |
| Bołdury                               | 103                   | ok. 70                  |
| Czernica                              | 70                    | 110                     |
| Dubie                                 | 30                    | 30                      |
| Dudyń                                 | 12                    | 6                       |
| Gaje Smoleńskie                       | 21                    | 100                     |
| Gaje Starobrodzkie                    | 3                     | 9                       |
| Hołubica                              | 23                    | 20                      |
| Hucisko Brodzkie                      | 65                    | 150                     |
| Huta Pieniacka                        | 939                   | 172                     |
| Jasionów                              | 21                    | 80                      |
| Jaśniszcze                            | 14                    | 30                      |
| Kodłubiska                            | 24                    | 32                      |
| Koniuszków                            | 7                     | 40                      |
| Leszniów                              | 22                    | 92                      |
| Litowisko                             | 55                    | 50                      |
| Majdan Pieniacki                      | 40                    | 123                     |
| Maleniska                             | 26                    | 28                      |
| Nakwasza                              | 36                    | 60                      |
| Niemiacz                              | 10                    | 10                      |
| Orzechowczyk                          | 9                     | 10                      |
| Palikrowy                             | 379                   | 300                     |
| Pańkowce                              | 30                    | 72                      |
| Pieniaki                              | 159                   | 100                     |
| Ponikwa                               | 19                    | 45                      |
| Popowce                               | 22                    | 42                      |
| Podkamień                             | 605                   | 219                     |
| Ruda Brodzka                          | 40                    | 130                     |
| Stanisławczyk                         | 22                    | 76                      |
| Styberówka                            | 20                    | 12                      |
| Suchowola                             | 61                    | 75                      |
| Szyszkowce                            | 12                    | 10                      |
| Tetylkowce                            | 21                    | 5                       |
| Wierzbowczyk                          | 15                    | 50                      |
| Wołochy                               | 6                     | 66                      |
| Wysocko-Hallerczyn                    | 27                    | 25                      |
| Żarków                                | 17                    | 6                       |
| Brody                                 | 45                    |                         |
| Grzymałówka                           | 21                    |                         |
| Drańcza Polska (Wołyń) - uciekinierzy | 51                    |                         |
| Poczajów Nowy - uciekinierzy          | 40                    |                         |